# Hidetoshi Nakanishi
Hidetoshi Nakanishi (jap. 中西 英敏 Nakanishi Hidetoshi; ur. 3 czerwca 1958 w prefekturze Fukuoka) – japoński judoka. Olimpijczyk z Los Angeles 1984, gdzie zajął piąte miejsce w wadze lekkiej.
Mistrz świata w 1983 roku.

## Letnie Igrzyska Olimpijskie 1984
| Konkurencja | Eliminacje              | Eliminacje                | Eliminacje              | Repasaże             | Finały                | Klas. końcowa |
| Konkurencja | Przeciwnik I            | Przeciwnik II             | Przeciwnik III          | Przeciwnik I         | o 3. miejsce          | Miejsce       |
| ----------- | ----------------------- | ------------------------- | ----------------------- | -------------------- | --------------------- | ------------- |
| 71 kg       | Ibrahima Diallo (SEN) Z | Federico Vizcarra (MEX) Z | Ahn Byeong-keun (KOR) P | Kieran Foley (IRL) Z | Kerrith Brown (GBR) P | 5.            |